# 1816년 프랑스 총선
1816년 프랑스 총선은 1816년 프랑스에서 치러진 선거로, 납세자만이 선거권을 가진 제한선거였다. 부르봉 왕정복고 이후 프랑스 혁명으로 표출된 민심을 반영하려던 루이 18세는, 소집된 의회가 초왕당파들에 장악되자, 의회를 해산하고 재소집한다

## 선거 결과
| 정당          | 의석수 |
| ------------- | ------ |
| 입헌군주파    | 136석  |
| 초왕당파      | 92석   |
| 공화파        | 20석   |
| 자유주의 좌파 | 10석   |